# Eldad Regev

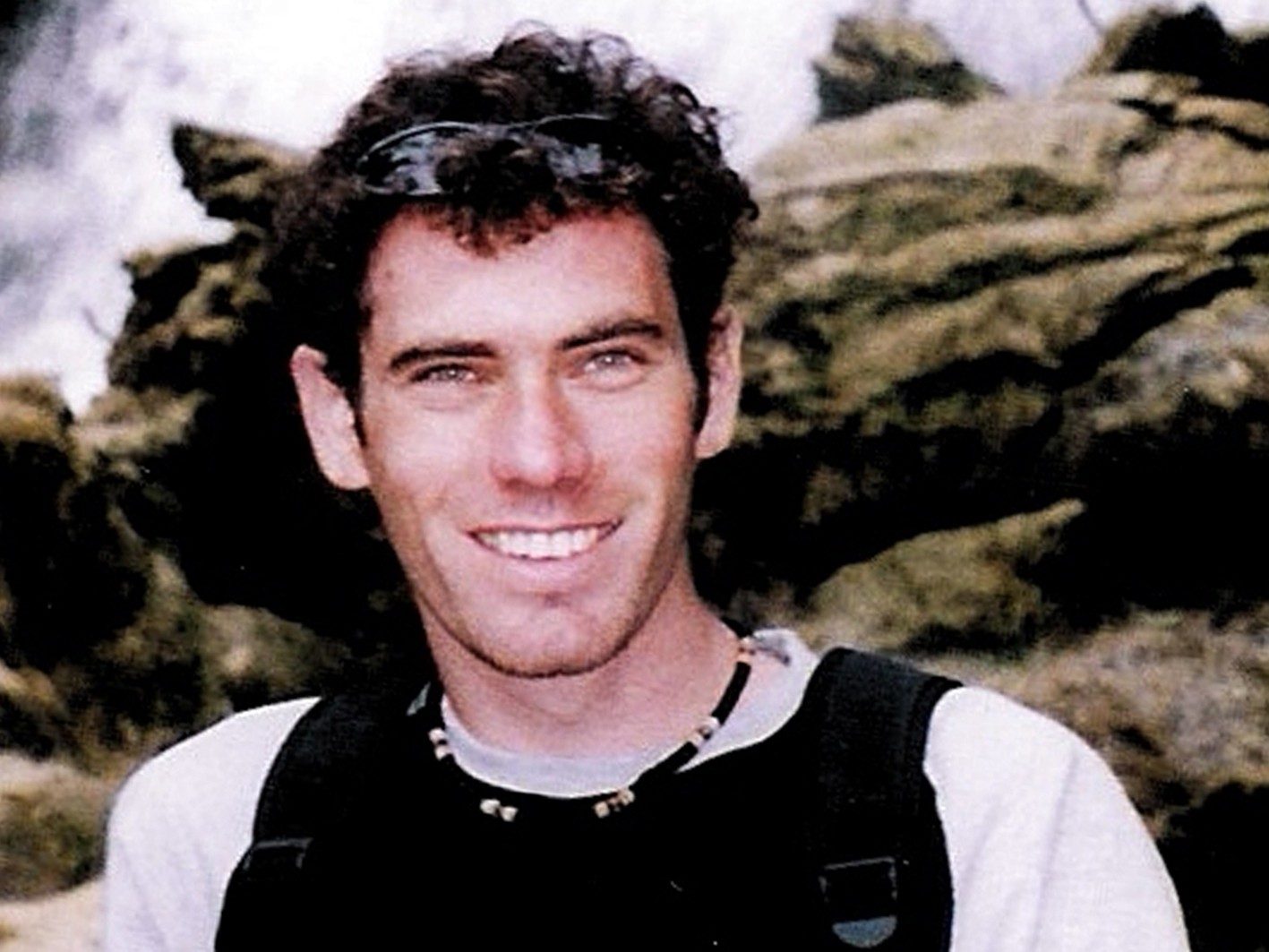
Eldad Regev

Eldad Regev (hebräisch אלדד רגב; ) (* 16. August 1980 in Kirjat Motzkin; † Juli 2006) war ein israelischer Soldat, der zusammen mit Ehud Goldwasser am 12. Juli 2006 von der Hisbollah in der Operation Gehaltenes Versprechen gefangen genommen wurde. Dies war ein Mitauslöser des Libanonkrieges 2006. Auch nach dem Waffenstillstand zwischen Israel und der Hisbollah wurde Eldad Regev nicht freigelassen, sein Verbleib und seine Rückkehr waren daher ein politisches Thema und führten zu Streitigkeiten zwischen Israel und dem Libanon. 
Am 16. Juli 2008 wurden die sterblichen Überreste von Regev und Goldwasser an Israel übergeben, im Austausch für den verurteilten Terroristen Samir Kuntar und vier libanesische Kriegsgefangene des Libanonkrieges 2006 sowie die sterblichen Überreste von 180 Personen, die bei Kampfhandlungen mit Israel getötet worden waren. 
| Personendaten    | Personendaten                                             |
| ---------------- | --------------------------------------------------------- |
| NAME             | Regev, Eldad                                              |
| ALTERNATIVNAMEN  | אלדד רגב (hebräisch)                                      |
| KURZBESCHREIBUNG | israelischer Soldat, der von der Hisbollah entführt wurde |
| GEBURTSDATUM     | 16. August 1980                                           |
| GEBURTSORT       | Kirjat Motzkin                                            |
| STERBEDATUM      | Juli 2006                                                 |